# Iwajlo-Stadion
Das Iwajlo-Stadion ist ein Fußballstadion mit Leichtathletikanlage in der bulgarischen Weliko Tarnowo im gleichnamigen Oblast. Es wird hauptsächlich für Fußballspiele genutzt und war von 1958 bis 2003 die Heimspielstätte des FK Etar Weliko Tarnowo, von 2002 bis 2012 des FK Etar 1924 Weliko Tarnowo und ist nun seit 2013 Spielstätte des SFK Etar Weliko Tarnowo. Das Stadion bietet Platz für 25.000 Zuschauer und wurde 1958 eröffnet.

## Galerie

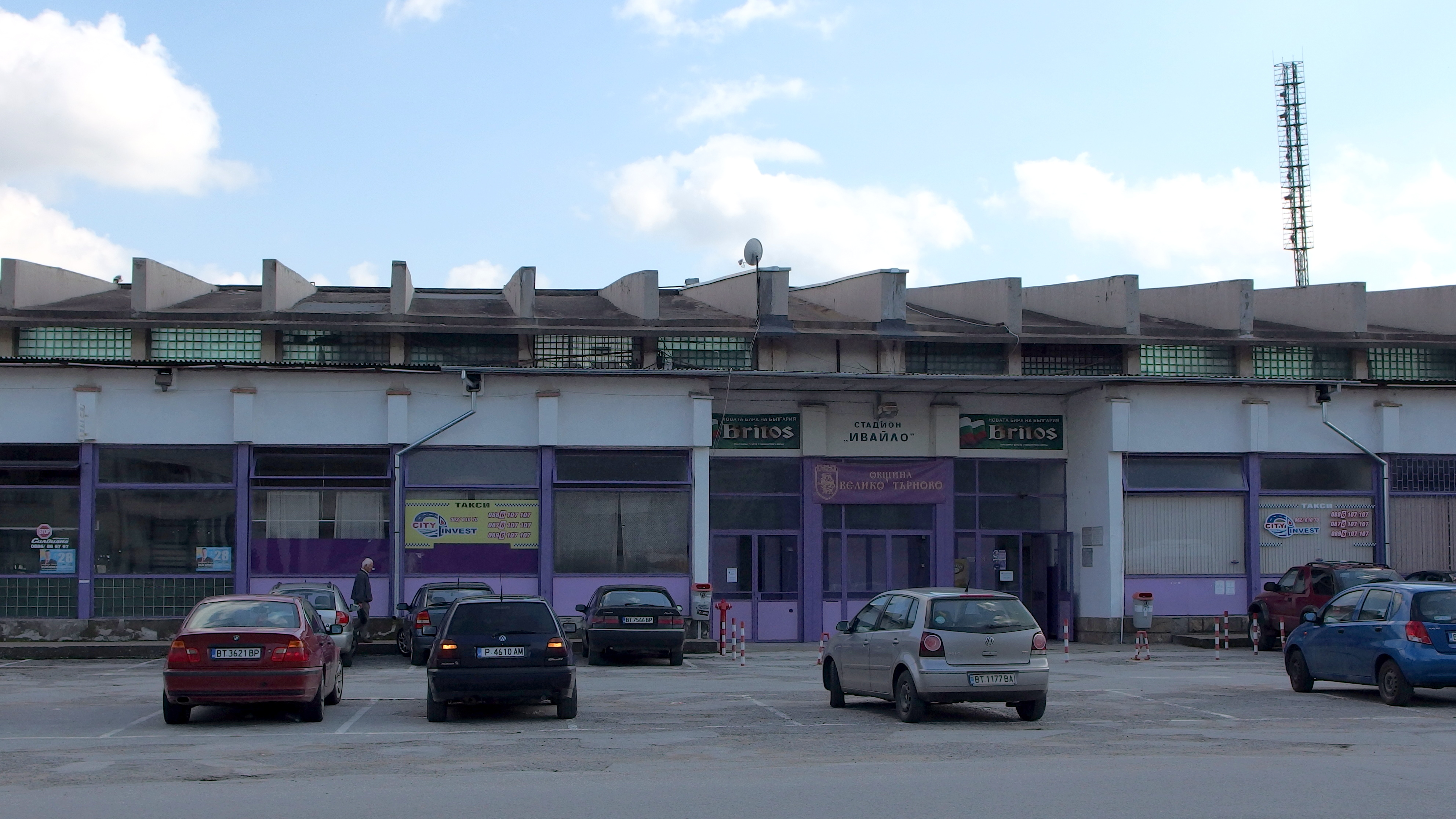
Eingang zum Stadion (Juni 2014)
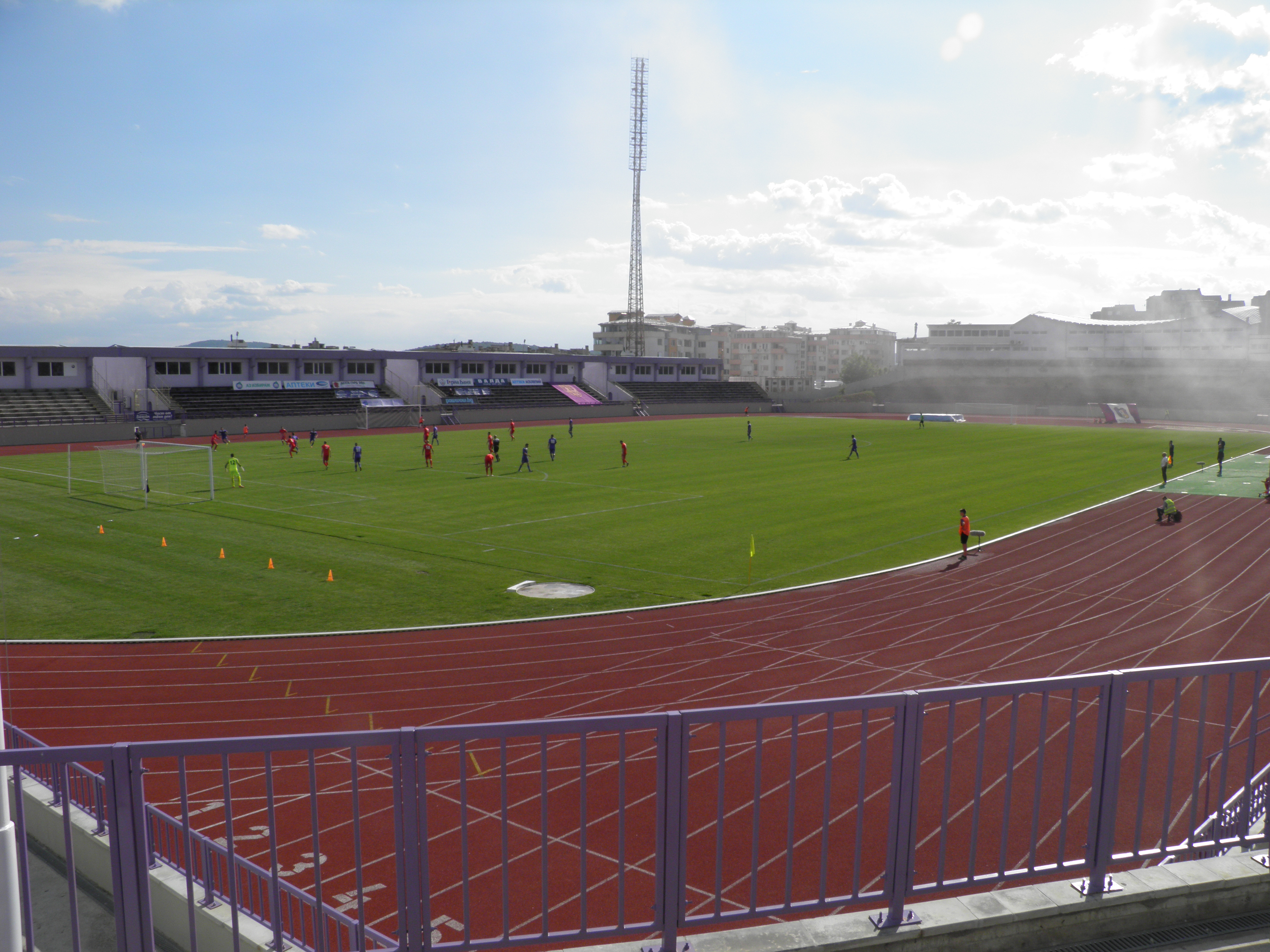
Training der Mannschaft des SFC Etar Veliko Tarnovo im Mai 2017